# 南平古田戰鬥
南平古田戰鬥發生於1934年1月3日，是闽变后，蔣中正领导的國民革命軍在闽北一帶发起的战斗之一:22。
交戰雙方，一方為蔣中正轄下的國軍中央軍，另一方為闽军五軍譚啟秀部隊。国军通过这一系列战斗，攻占延平、水口、古田等地，直逼中華共和國首都——福州:22。